# Khomsa (альбом)
Khomsa — четвертий студійний альбом Ануара Брагема.

## Список пісень
1. Comme un départ (03:36)
2. L'infini jour (07:33)
3. Souffle un vent de sable (10:05)
4. Regard de Mouette (01:56)
5. Sur l'infini bleu (05:52)
6. Claquent les voiles (02:07)
7. Vague (02:39)
8. E la nave va (04:41)
9. Ain ghazel (07:33)
10. Khomsa (06:58)
11. Seule (03:39)
12. Nouvelle vague (02:37)
13. En robe d'olivier (02:45)
14. Des rayons et des ombres (08:29)
15. Un sentier d'alliance (02:41)
16. Comme Une Absence (03:18)

## Учасники запису
- Ануар Брагем — уд
- Річард Ґальяно — акордеон
- Франсуа Кутюр'є — фортепіано, синтезатор
- Жан-Марк Лярше — сопрано-саксофон
- Бешир Селмі — скрипка
- Пал Деніелсон — контрабас
- Джон Крістенсен — барабан